# هوندا سي بي 350 إف
هوندا سي بي 350 أف(بالإنجليزية: Honda CB350F)‏ هي دراجة نارية من تصنيع هوندا.